# Leonardo Lopes
Leonardo Adelino da Silva Lopes, noto semplicemente come Leonardo Lopes (Lisbona, 30 novembre 1998), è un calciatore portoghese, centrocampista del Gent.

## Caratteristiche tecniche
È un centrocampista difensivo.

## Carriera

### Club
Cresciuto nel settore giovanile del Peterborough Utd, debutta in prima squadra il 25 aprile 2015 giocando l'incontro di Football League One vinto 4-3 contro il Crawley Town.  Il 23 agosto 2016 segna la sua prima rete in carriera, nel corso del match di coppa di lega perso 3-1 contro lo Swansea City  ed il 22 aprile seguente mette a segno una doppietta contro il Bristol Rovers.
Il 5 giugno 2018 viene acquistato dal Wigan  con cui debutta in Championship il 4 novembre contro il Leeds Utd. Poco utilizzato nella prima metà di stagione, nel mercato di gennaio viene ceduto in prestito al Gillingham  dove colleziona 14 presenze in terza divisione. L'8 agosto 2019 viene ceduto a titolo definitivo all'Hull City  dove trova un posto da titolare collezionando 40 presenze in Championship e 4 nelle coppe nazionali.
Il 10 settembre 2020 si trasferisce in Belgio al Cercle Bruges.

### Nazionale
Nel 2018 ha giocato una partita con la maglia della nazionale portoghese Under-20.

## Statistiche
Statistiche aggiornate al 26 dicembre 2020.

### Presenze e reti nei club
| Stagione                | Squadra                 | Campionato              | Campionato | Campionato | Coppe nazionali | Coppe nazionali | Coppe nazionali | Coppe continentali | Coppe continentali | Coppe continentali | Altre coppe | Altre coppe | Altre coppe | Totale | Totale | Totale |
| Stagione                | Squadra                 | Comp                    | Pres       | Reti       | Comp            | Pres            | Reti            | Comp               | Pres               | Reti               | Comp        | Pres        | Reti        | Pres   | Reti   |        |
| ----------------------- | ----------------------- | ----------------------- | ---------- | ---------- | --------------- | --------------- | --------------- | ------------------ | ------------------ | ------------------ | ----------- | ----------- | ----------- | ------ | ------ | ------ |
| 2014-2015               | Peterborough Utd        | FL1                     | 2          | 0          | FACup+CdL       | 0               | 0               |                    | -                  | -                  | EFL Trophy  | 0           | 0           | 2      | 0      |        |
| 2015-2016               | Peterborough Utd        | FL1                     | 8          | 0          | FACup+CdL       | 0               | 0               |                    | -                  | -                  | EFL Trophy  | 0           | 0           | 8      | 0      |        |
| 2016-2017               | Peterborough Utd        | FL1                     | 38         | 2          | FACup+CdL       | 4+2             | 1+1             |                    | -                  | -                  | EFL Trophy  | 2           | 0           | 46     | 4      |        |
| 2017-2018               | Peterborough Utd        | FL1                     | 39         | 0          | FACup+CdL       | 6+1             | 0               |                    | -                  | -                  | EFL Trophy  | 6           | 0           | 52     | 0      |        |
| Totale Peterborough Utd | Totale Peterborough Utd | Totale Peterborough Utd | 87         | 2          |                 | 13              | 2               |                    | -                  | -                  |             | 8           | 0           | 108    | 4      |        |
| 2018-gen. 2019          | Wigan                   | FLC                     | 1          | 0          | FACup+CdL       | 1+1             | 0               |                    | -                  | -                  |             | -           | -           | 1      | 0      |        |
| gen.-giu. 2019          | Gillingham              | FL1                     | 14         | 1          | FACup+CdL       | 0               | 0               |                    | -                  | -                  | EFL Trophy  | 0           | 0           | 14     | 1      |        |
| 2019-2020               | Hull City               | FLC                     | 40         | 2          | FACup+CdL       | 2+2             | 0               |                    | -                  | -                  |             | -           | -           | 44     | 2      |        |
| 2020-2021               | Cercle Bruges           | D1                      | 10         | 0          | CB              | 0               | 0               |                    | -                  | -                  |             | -           | -           | 10     | 0      |        |
| Totale carriera         | Totale carriera         | Totale carriera         | 152        | 5          |                 | 19              | 2               |                    | -                  | -                  |             | 8           | 0           | 179    | 7      |        |